# Interstate 82
Die Interstate 82 (kurz I-82) ist ein Interstate Highway in den US-Bundesstaaten Washington und Oregon. Sie beginnt an der Interstate 90 bei Ellensburg und endet an der Interstate 84 bei Hermiston.

## Längen
| Meilen | km     | Staat      |  |
|        |        |            |  |
| 132,57 | 213,35 | Washington |  |
| 11,01  | 17,72  | Oregon     |  |
|        |        |            |  |
| 143,58 | 231,07 | Gesamt     |  |

## Wichtige Städte
- Ellensburg (Washington)
- Yakima (Washington)
- Richland (Washington)
- Kennewick (Washington)
- Umatilla (Oregon)
- Hermiston (Oregon)

## Zubringer und Umgehungen
- Interstate 182 bei Tri-Cities (Kennewick, Pasco, Richland)